# Гаральд Еквіст
Гаральд Еквіст (фін. Harald Öhquist, 1 березня 1891 — 10 лютого 1971) — фінський генерал-лейтенант і єгер, з родини етнічних шведів.

## Біографія

### Юні роки
Гаральд Еквіст народився в сім'ї професора Йоганнеса Еквіста. Його мати - Гелена Еквіст, уроджена фон Коллінз. Закінчивши середню школу в 1908 році, Гаральд почав своє навчання, поступивши в Імператорський Олександрівський університет, і став членом Нюландського студентського земляцтва, що поєднувало етнічних шведів. У 1914 році Гаральд Еквіст закінчив юридичний факультет Гельсингфорсського університету. У 1914 році почалася Перша світова війна. Сім'я Еквіст була налаштована германофільськи, у зв'язку з чим Гаральд вирішив боротися під прапорами Вільгельма II.

### Перша світова війна
Гаральд Еквіст вирушив до Німеччини. У березні 1915 року, прибувши в табір Локстедтер, вступив добровольцем в 27-й Прусський єгерський батальйон. У батальйоні служило багато емігрантів з Фінляндії. Незабаром після цього він вступив в команду полкових розвідників. На «Східному фронті» (за німецькою термінологією) Гаральд Еквіст брав участь в позиційних боях 1916-1917 років проти військ російського Північного фронту в Прибалтиці: на річках Міса, Лієлупе (Аайокі) і на березі Ризької затоки.

### Фінська громадянська війна
Еквіст повернувся до Фінляндії в лютому 1918 року разом з екіпажами кораблів «Миру» і «Посейдон». У Фінській громадянській війні став начальником Білого загону. Був підвищений до майора і отримав в командування 9-й єгерський батальйон. Воював під Виборгом. Після закінчення громадянської війни, Еквіст був направлений викладачем у військову школу Марковілла, розташовану в передмісті Виборга. У тому ж 1918 році отримав в командування Карельський гвардійський полк.

### Кар'єрний ріст
У 1925 році Еквіст закінчив Шведську військову академію. У тому ж році отримав чин полковника і очолив дислоковану у Виборзі 2 дивізію.
Звання генерал-майора було присвоєно в 1930 році - і три роки по тому Еквіст отримав посаду командувача армійським корпусом. У 1935 році його призначили генерал-лейтенантом. Період часу перед Радянською-фінською («Зимовою») війною Еквіст провів у Виборзі і на Карельському перешийку. Він переконався в стратегічній важливості перешийка і досконально обстежив територію.

### Радянсько-фінська війна 1939-1940 рр.
Коли почалася радянсько-фінська війна, Еквіст командував 2-м армійським корпусом. Він вірив в наступальну тактику ведення війни і спланував протягом мирного періоду численні моделі контратак для відбиття нападів з боку Радянського Союзу на територію Карельського перешийка. Однак Еквіст поквапився з виконанням своїх планів на початку війни. Проведена ним тактика затримки битви коштувала життя багатьом солдатам, приблизно 350 солдатів загинуло: дорого обійшлася контратака, здійснена надто рано.
2 березня 1940 року радянська 7-я армія почала наступ на Виборг: був здійснений обхід із заходу, а основний штурм відбувався з північно-східного напрямку. До 13 березня в ході фронтального штурму частини 7-ї армії просунулися до центру міста, проте до моменту закінчення бойових дій радянським військам вдалося заволодіти лише районом на схід від Батарейної гори. Центр Виборга залишався в руках фінської армії. Згідно з умовами Московського мирного договору, велика частина Виборзької губернії, включаючи сам Виборг і весь Карельський перешийок, а також ряд інших територій відійшли до СРСР. 13 березня, у другій половині дня, генерал-лейтенант Еквіст прийняв останній парад у внутрішньому дворі Виборзького замку - і з вежі Святого Олафа був, з дотриманням усіх військових церемоній, спущений фінський прапор. Вранці 14 березня фінські частини покинули місто-привид. Фінське населення міста було повністю евакуйовано до Фінляндії.

### Радянсько-фінська війна 1941-1944 рр.
На початку радянсько-фінської війни (1941-1944) (іменованої в фінської історіографії як «війна-продовження») Еквіст служив офіцером зв'язку в німецькій штаб-квартирі. У період з березня 1942 року по лютий 1944 командував корпусом на Карельському перешийку. Потім розпорядженням штабу його перевели головним інспектором військового навчання на місце генерала Естермана. Замість нього командувачем 4-м армійським корпусом був призначений генерал-лейтенант Тааветті Лаатікайнен. На новій посаді Еквіст залишався до листопада 1944 року і після цього був переведений в резерв.
Еквіст знаходився в поганих стосунках із верховним головнокомандувачем вже на початку радянсько-фінської війни, але події, що відбулися взимку 1944 року в 4-му армійському корпусі, ще більше їх погіршили. Однією з головних причин неприязні міг бути передчасно відданий ним наказ до наступу на Карельському перешийку (в одному з батальйонів було втрачено 350 осіб).

### Після закінчення війни
Еквіст опублікував шведською мовою свої мемуари «Радянсько-фінська війна 1939-1940 рр. Під моїм кутом зору» і «Зимова війна моїми очима», які в 1949 році були перекладені фінською мовою. У 1950 році Еквіст отримав звання почесного доктора університету Гельсінкі. У 1951 році Гаральд Еквіст звільнився з армії і до 1959 року працював начальником цивільної оборони Гельсінкі.
Гаральд Еквіст пішов з життя в 1971 році.

## Нагороди[2]
- Залізний хрест 2-го класу (Німецька імперія)
- Почесний хрест ветерана війни з мечами (Третій Рейх)
- Орден Хреста Свободи 1-го класу
  - з мечами (11 квітня 1940)
  - з мечами і дубовим листям (8 січня 1945)
- Пам'ятна медаль Зимової війни
- Великий хрест ордена Заслуг німецького орла (Третій Рейх) (4 вересня 1940)
- Застібка до Залізного хреста 2-го класу (Третій Рейх) (5 листопада 1943)
- Пам'ятна медаль Війни-продовження із застібкою «Карельський перешийок»